# GPR52
1. Ставка нумерисаног пописа

GPR52, G protein-spregnuti receptor 52, je protein koji je kod čoveka kodiran GPR52 genom.
Članovi familije G protein-spregnutih receptora učestvuju u prenosu signala iz ekstracelularne sredine u unutrašnjost ćelije.

## Literatura
1. ↑  Sawzdargo M, Nguyen T, Lee DK, Lynch KR, Cheng R, Heng HH, George SR, O'Dowd BF (1999). „Identification and cloning of three novel human G protein-coupled receptor genes GPR52, PsiGPR53 and GPR55: GPR55 is extensively expressed in human brain”. Brain Res Mol Brain Res. 64 (2): 193—8. PMID 9931487. doi:10.1016/S0169-328X(98)00277-0.
2. 1 2  „Entrez Gene: GPR52 G protein-coupled receptor 52”.

## Dodatna literatura
- Strausberg RL; Feingold EA; Grouse LH;  . (2003). „Generation and initial analysis of more than 15,000 full-length human and mouse cDNA sequences.”. Proc. Natl. Acad. Sci. U.S.A. 99 (26): 16899—903. PMC 139241 . PMID 12477932. doi:10.1073/pnas.242603899.
- Gerhard DS; Wagner L; Feingold EA;  . (2004). „The status, quality, and expansion of the NIH full-length cDNA project: the Mammalian Gene Collection (MGC).”. Genome Res. 14 (10B): 2121—7. PMC 528928 . PMID 15489334. doi:10.1101/gr.2596504.
- Gregory SG; Barlow KF; McLay KE;  . (2006). „The DNA sequence and biological annotation of human chromosome 1.”. Nature. 441 (7091): 315—21. PMID 16710414. doi:10.1038/nature04727.